# فيرينك مارتين
فيرينك مارتين (بالمجرية: Martyn Ferenc)‏ هو رسام توضيحي ورسام مجري، ولد في 10 يونيو 1899 في كابوشفار في المجر، وتوفي في 10 أبريل 1986 في بيتش في المجر.